# Keno
Pour l’article ayant un titre homophone, voir Quénault.
Le Keno est un jeu semblable à la loterie et au bingo ou au loto. Étant simple à comprendre, il est souvent joué dans les casinos et dans les salles de bingo. Un joueur choisit entre un et vingt numéros et marque une feuille de Keno, qui en contient 80 (de 1 à 80). Le casino tire alors vingt nombres au hasard. Le joueur reçoit un montant en fonction du nombre de correspondances.
Ce jeu donne un avantage important au casino, allant jusqu'à 66 % sur certains paris.
Il semble que le Keno trouve son origine en Chine ancienne pendant la dynastie Han entre 205 et 187 av. J.-C. Des immigrants chinois ont apporté le jeu aux États-Unis au XIXe siècle. Pour représenter les chiffres choisis et tirés au sort, on utilisait les premiers caractères du Qianziwen, le Classique des Mille Caractères.
Il existe une grande variété de tables de paiement pour le keno selon le casino, généralement avec un « avantage de la maison » plus élevé que d'autres jeux, allant de moins de 4 pour cent à plus de 35 pour cent lors de jeux en ligne, et de 20 à 40 % dans les casinos en personne. En comparaison, l'avantage de la maison typique pour les jeux de casino autres que les machines à sous est inférieur à 5 %.

Logo de Keno depuis 2022

## Le Keno en France
En France, le Keno est aussi un jeu de tirage organisé par la Française des jeux. Le joueur choisit de deux à dix numéros à cocher sur un bulletin qui en contient 70. Le joueur choisit également sa mise : un à dix euros par grille. Au dos du bulletin sont rappelées les probabilités mais aussi les possibilités de gain selon les choix effectués. Il est évident qu'un risque moindre augmente les chances mais rapporte moins. À chaque tirage, 20 numéros sont tirés.
La particularité de ce jeu est que les gains sont fixés d'avance, selon le nombre de bons numéros obtenus, tandis qu'ils dépendent du nombre de joueurs aux loteries habituelles pour lesquelles la cagnotte varie.
Il est désormais possible de jouer au Keno en ligne, depuis des casinos en ligne ou directement sur le site de la Française des jeux.

### Historique du jeu
Le Keno est organisé depuis le 10 septembre 1993 en France, (dont le premier tirage s'est effectué le 16 septembre 1993), et depuis le 18 octobre 1999 en Polynésie Française (via la Pacifique des jeux). La veille du premier tirage (15 septembre 1993), le Tapis Vert s'arrêtait.
Initialement en 1993, le tirage se déroulait tous les jeudis uniquement, et il n'était possible que de jouer des grilles de 4 à 10 numéros pour une seule mise : 20 FRF, pour un gain maximum de 4 000 000 FRF. Chaque joueur de Keno pouvait avoir une chance de participer au Top Keno.
À partir du 13 juin 1995, le tirage était effectué le mardi également, et il était possible de jouer une grille à 10F pour un gain maximum de 2 000 000 FRF,.
Le 18 janvier 1996, le tirage devient quotidien.
Le 3 mars 1997, le Top Keno disparaît progressivement au profit du Numéro Jackpot, et il est désormais possible de jouer de 2 à 10 numéros par grille. À partir de cette date, on pouvait également, en jouant une grille de 10 numéros, gagner avec 0 numéros gagnants.
Le 3 avril 2000, l'abonnement de 1 à 7 tirages fait son apparition sur la grille Keno. Les gains concernant les grilles à 7 et 5 numéros sont également changés.
Le 7 janvier 2002, à la suite du passage à l'euro, les mises possibles étaient de 1,5 € ou 3 €.
Le tirage quotidien du soir est créé le 1er septembre 2003. Les mises possibles sont de 1, 2, 3, 4, 5 €. À partir de cette date, on pouvait également, en jouant une grille de 10, 9, ou 8 numéros, gagner avec 0 numéros gagnants.
En 2006, le Keno devient jouable sur le site de la Française Des Jeux.
Le 8 octobre 2007, le gain peut être multiplié grâce à un coefficient multiplicateur : ce coefficient compris entre un et dix est lui aussi tiré au sort en même temps que les numéros. Si le joueur a misé un supplément pour y participer, son gain est alors multiplié par ce coefficient (il ne gagne donc rien de plus si le coefficient vaut un ou peut gagner jusqu'à un million d'euros par an à vie s'il gagne le gros lot et que le coefficient vaut dix, ce qui est très rare).
Le 24 février 2013, le Keno devient Keno Gagnant à Vie, et adopte une nouvelle formule. Le gain maximum (dix numéros cochés, tous sortis gagnants, pour une mise de dix euros) est de 100 000 euros par an à vie ou, au choix, de deux millions d'euros en une seule fois. Le gain à vie est possible à partir de neuf numéros joués. Le Numéro Jackpot est également supprimé.
Le 12 novembre 2018, Keno Gagnant à Vie change radicalement de logo, et abandonne le rectangle rouge historique. Aussi, le jeu subit quelques modifications : disparitions de l'option multiplicateur X3 minimum et du multiplicateur X4, ainsi que la diminution des gains pour 6 rangs. Les probabilités du Keno n'ont pas été modifiées et cela, pour l'ensemble des grilles de jeu On note aussi l'apparition d'un bulletin allégé à 1 €, une nouvelle option pour une prise de jeu rapide (sans multiplicateur ou Joker +). Le plateau est désormais un décor virtuel dans le même style que celui du Loto et de l'EuroMillions, composé de fenêtres arrondies affichant des prises de vues diurnes ou nocturnes de Paris en fonction du moment de la journée. La table de tirage fait aussi peau neuve, avec de nouveaux obstacles (des picots et des plots lumineux), et les boules sont désormais disposées en cercle sur une plate-forme centrale au centre du dôme, avant d'être éjectées sur celui-ci par une sorte de manchon de roulette munie d'un ergot. À partir du 18 mars 2020, à la suite de la crise du Covid-19, le tirage se fait physiquement sans présentateur, avec uniquement une voix off, puis quelques semaines plus tard, le tirage se fait physiquement mais sans voix off, et encore quelques semaines plus tard, le tirage se fait sous « moyen électronique ».
Le 19 octobre 2020, le Keno change encore une fois de logo, et de bulletin, avec un changement au niveau des gains possibles, et des multiplicateurs possibles (notamment le fait que le multiplicateur X10 a été supprimé). Un retour vers un tirage physique (avec un boulier physique), n'est pas encore à l'ordre du jour, il se fera toujours sous « moyen électronique ».
Le 18 juillet 2022, Keno Gagnant à Vie reprend à nouveau le nom de Keno.

### Jeux annexes au Keno
En 1993, le numéro Top Keno a été créé, c'était un jeu supplémentaire au Keno. À chaque fois qu'un joueur obtient une grille gagnante de Keno, un reçu de jeu avec un numéro Top Keno par grille gagnante lui est remis par le buraliste gratuitement lors du paiement du gain du ticket Keno.
Le numéro Top Keno est une combinaison de huit chiffres choisis aléatoirement, et le joueur pouvait gagner 500 000 FRF par numéro Top Keno gagnant (s'il avait gagné avec une grille à 20 FRF), ou 250 000 FRF (s'il avait gagné avec une grille à 10 FRF), puis vers la fin du Top Keno le gain maximum était de seulement 250 000 FRF (avec une grille gagnante à 20 FRF, 2 numéros sont édités sur le ticket). Des voyages étaient également offerts pour certains gagnants.
À noter que qu'un numéro Top Keno participe automatiquement à 13 tirages consécutifs de 1993 à 1995, puis de 1995 à 1997, un reçu Top Keno (venant d'une grille gagnante à 20F) participe à 26 tirages consécutifs,.
Deux numéros Top Keno sont tirés au sort par tirage. À noter que certains anciens gagnants du Top Keno étaient invitées sur le plateau et sont interviewées après le tirage par Patrick Jay.
Puis le numéro Jackpot a remplacé le Top Keno le 3 mars 1997 : basé sur le même système, la différence est que seulement un numéro est tiré par tirage, le numéro tiré était à 7 chiffres (sous le format 2.34.56.78), et un numéro Jackpot ne participe qu'à un seul tirage (et à plusieurs tirages si un abonnement est pris). À noter que ceux qui ont gagné un reçu Top Keno peu avant l'introduction du numéro Jackpot, participent automatiquement au tirage du numéro Jackpot.
Les gains du numéro Jackpot étaient variables selon les périodes :
- Du 3 mars 1997 à 2000, si le joueur possédait, les 3 derniers nombres (56.78.34 par exemple) dans le désordre, il gagnait 5 000 FRF, les 3 derniers nombres dans l'ordre (34.56.78), il gagnait 20 000 FRF, et les 4 nombres dans l'ordre (2.34.56.78), il gagnait le jackpot évolutif commençant à partir de 100 000 FRF, il évoluait de 100 000 FRF à chaque tirage jusqu'à qu'un gagnant soit trouvé, et ensuite le jackpot retournait à sa somme minimale[13].
- De 2000 au 31 août 2003, si le joueur possédait les 3 derniers nombres dans l'ordre (34.56.78), il gagnait 30 000 FRF ou 4 500€, et si c'était les 4 nombres dans l'ordre (2.34.56.78), il gagnait le jackpot évolutif commençant à partir de 100 000 FRF, puis 15 000 euros, il évoluait de 100 000 FRF ou 15 000 euros à chaque tirage jusqu'à qu'un gagnant soit trouvé, et ensuite le jackpot retournait à sa somme minimale[18],[19].
- Du 1er septembre 2003 au 24 février 2013, il n'y avait plus qu'un seul rang de gains : si le joueur trouvait les 4 nombres dans l'ordre (2.34.56.78), il gagnait le jackpot évolutif commençant à partir de 10 000 euros, et le jackpot augmentait de 10 000 euros à chaque tirage s'il n'y avait pas de gagnant[15].

Dans le même temps il y a eu plusieurs promotions spéciales, limités dans le temps pour pouvoir gagner plus d'argent :
- Le Jackpot-Jackpot permettait de gagner une somme d'argent fixe (par exemple 250 000€ du 25 novembre au 8 décembre 2002) + le Jackpot du jour.
- Le Jackpot-Cadeau permettait de gagner des cadeaux (par exemple du 5 au 25 novembre 2001, des voitures ou des voyages ou l'équivalent en argent).

Le numéro Jackpot a été supprimé le 24 février 2013. Depuis il n'y a plus de jeux annexes au tirage principal.

### Diffusion
Les tirages étaient tous les deux diffusés sur France 3 de septembre 1993 à 2008. Les tirages étaient présentés par plusieurs animateurs/animatrices, par exemple Patrick Jay (de 1993 à 1995, qui a aussi présenté le Tac O Tac) ou Sandrine Quétier. À la suite de la suppression de la publicité après 20 h sur France Télévisions en 2009, seul le tirage du midi est encore diffusé, toujours sur France 3, et ce jusqu'à 2013 ; celui du soir n'étant consultable que sur internet. Depuis 2014, les tirages ne sont plus diffusés du tout à la télévision, et ne sont visibles que sur le site et la chaîne YouTube de la Française des Jeux.
Le décor de l'émission a connu huit variations entre 1993 et 2018.
Le tirage est effectué depuis 1993 au moyen d'une table tournante (nommée Onyx et fabriquée par la société française Editec Lotteries, désormais connue sous le nom de WinTV, puis dernièrement par Ryo Catteau). Celle-ci est composée d'un dôme (tournant dans le sens des aiguilles d'une montre) garni d'obstacles (six plots et six crosses), et d'une couronne (tournant dans le sens inverse des aiguilles d'une montre), qui comporte 70 alvéoles numérotés. À chaque tirage, vingt boules rouges (anciennement blanches, puis bleues) sortent d'un orifice au centre du dôme et franchissent les obstacles avant de tomber par gravité dans les alvéoles numérotées, désignant les numéros gagnants. Le tirage dure environ une minute. Les numéros sur la couronne sont aléatoirement attribués aux différents emplacements à chaque tirage.
Pour le Numéro Jackpot, la machine utilisée était une Azalée de chez Ryo Catteau, et le tirage n'était jamais diffusée à la télé. Le Numéro Jackpot n'existant plus, la machine de tirage est désormais visible au Musée de La Française des Jeux.
Avec l'arrivée du Keno Gagnant à Vie en 2013, les obstacles sur la table sont modifiés (3 cercles concentriques de picots) pour rendre le tirage plus rapide. Il dure désormais environ 30 secondes. En 2016, la mise en scène de l'émission change, le tirage des numéros a désormais lieu avant celui du multiplicateur.
Depuis 2020, le tirage s'effectue sous moyen électronique.

### Gain maximum
Le gain maximum (de 10 millions d'euros) a été remporté pour la première fois le 31 décembre 2009, la grille a été validée dans le 2e arrondissement de Lyon. La famille lyonnaise a joué une grille à 10 numéros de 5 € avec l'option multiplicateur.
La plus grosse somme remportée au numéro Jackpot est de 1 030 000 euros le 8 juin 2011 au soir.